# ناندانا سن
ناندانا سن (هندی: Nandana Sen؛ زادهٔ ۱۹ اوت ۱۹۶۷) هنرپیشه، فیلمنامه‌نویس، نویسندهٔ کتاب کودکان و فعال حقوق کودکان اهل کشورهند است.

## قسمتی از فیلمشناسی
- سیاه
- شاهزاده
- جنگل
- ماریگولد
- قتل همسر من
- دروغ‌های واقعی
- جهان غیرقابل مشاهده